# Miescher
Miescher ist ein Schweizer Familienname.

## Ursprung
Die Familie stammt ursprünglich aus der Region Bern und brachte im 19. und 20. Jahrhundert mehrere Naturwissenschaftler und Politiker hervor. Als deren Stammvater gilt der Tagsatzungsgesandte Christen Miescher (1746–1809) aus Walkringen. Seine Enkel liessen sich in Burgdorf nieder und gründeten dort die erste mechanische Flachsspinnerei.
Mit dem Mediziner Friedrich Miescher-His (1811–1887), ebenfalls ein Enkel von Christen Miescher, gelangte ein Familienzweig nach Basel. Das biomedizinische Forschungsinstitut in Basel wurde nach seinem gleichnamigen Sohn (1844–1895) benannt, während ein anderer Sohn, Paul Miescher (1849–1922), Direktor der Industriellen Werke Basel wurde. Aus dem Basler Familienzweig stammen aus der nächsten Generation der Chemiker Karl Miescher (1892–1974), der Mediziner Guido Miescher (1887–1961) und die Politiker Rudolf Miescher (1880–1945) und Ernst Miescher (1872–1945). Der gleichnamige Sohn des letzteren (1905–1990) war Professor für Physik.

## Namensträger
- Alex Miescher (* 1968), Schweizer Sportfunktionär und ehemaliger Leistungssportler
- Ernst Miescher (1905–1990), Physikprofessor
- Friedrich Miescher-His (1811–1887), Professor der Anatomie und der Physiologie
- Friedrich Miescher (1844–1895), Mediziner und Physiologe
- Guido Miescher (1887–1961), Dermatologe
- Karl Miescher (1892–1974), Chemiker
- Otto Miescher (1905–2001), Politiker
- Paul Miescher (1849–1922), Leiter verschiedener städtischen Werke
- Rudolf Miescher (1880–1945), Politiker und Offizier